# Solanum huaylasense
Solanum huaylasense är en potatisväxtart som beskrevs av Peralta. Solanum huaylasense ingår i släktet skattor som ingår i familjen potatisväxter. Inga underarter finns listade i Catalogue of Life.